# Gurguieți
Gurguieți – wieś w Rumunii, w okręgu Braiła, w gminie Scorțaru Nou. W 2011 roku liczyła 182 mieszkańców.